# Samsung Galaxy On7
Samsung Galaxy On7 (також відомий як Samsung Galaxy Wide Південній Кореї) та Samsung Galaxy On7 Pro — середньо-бюджетні смартфони, розроблені Samsung Electronics, що входять до серії Galaxy On. Galaxy On7 був представлений 23 жовтня 2015 року, а Galaxy On7 Pro — 12 липня 2016 року. Базова та Pro-моделі в основному відрізняються конфігурацією пам'яті.

## Дизайн
Передня панель виконана зі скла, задня панель — з пластику із текстурою під шкіру, а рамка — з матового пластику.
Знизу знаходяться роз'єми microUSB та 3,5 мм аудіо і мікрофон, зліва — гойдалка регулювання гучності, а справа — кнопка блокування. Спереду розташований дисплей, над яким розміщено логотип, розмовний динамік, сенсор наближення/освітлення та передня камера, а під ним — одна фізична («домашній екран») та дві сенсорні («запущені програми» і «назад») навігаційні кнопки. Ззаду розташовані основна камера, LED-спалах, мультимедійний динамік та логотип. Під знімною задньою панеллю розташовані слот під картку Nano-SIM та гібридний слот під карту Micro-SIM або карту пам'яті або ж тільки під картку пам'ять залежно від моделі Galaxy On7.
Смартфони були доступні в 3 кольорах: чорному, білому та золотому.

## Технічні характеристики

### Апаратне забезпечення
Пристрої отримали 64-бітову систему на кристалі Qualcomm Snapdragon 410 з графічним процесором Adreno 306. Galaxy On7 має 1,5 ГБ оперативної пам'яті та 8 ГБ пам'яті постійного зберігання, натомість Galaxy On7 Pro — 2 ГБ оперативної пам'яті та 16 ГБ постійної пам'яті. Об'єм постійної пам'яті можна розширити картою пам'яті формату microSD до 128 ГБ.
Знімна акумуляторна батарея отримала об'єм 3000 мА·год.
Пристрої отримали 5,5-дюймовий екран типу TFT LCD з роздільною здатністю HD (1280 × 720), щільністю пікселів 267 ppi та співвідношенням сторін 16:9.
Смартфони отримали основну камеру на 13 Мп з діафрагмою f/2.1 і автофокусом та передню камеру на 5 Мп з діафрагмою f/2.2. Обидві камери мають можливість запису відео в роздільній здатності до 1080p@30fps

### Програмне забезпечення
Galaxy On7 був випущений на TouchWiz 5.1 на базі Android 5.1.1 Lollipop, а Galaxy On7 Pro — TouchWiz 6.0 на базі Android 6.0.1 Marshmallow. Пізніше базовий Galaxy On7 був оновлений до TouchWiz 6.0 на базі Android 6.0.1 Marshmallow.